# Джолдошева, Чолпон Токчороевна
Чолпон Токчороевна Джолдошева (20 октября 1929, Фрунзе, Киргизская АССР, РСФСР, СССР — 19 ноября 2016, Бишкек, Кыргызстан) — советский и киргизский учёный-филолог, член-корреспондент Национальной академии наук, заслуженный деятель науки Кыргызской Республики (1993). Академик Международной общественной академии имени Чингиза Айтматова. 

## Биография
Родилась в семье репрессированного в конце 1930-х годов народного комиссара просвещения Киргизской АССР Токчоро Джолдошева и заслуженной учительницы Акимы Оторбаевны Джолдошевой. 
Отец Токчоро Джолдошев (1907–1937) – первый литературный критик, публицист, нарком просвещения Киргизской АССР (с января 1933 г. по октябрь 1935 г.). В 1927 году в Москве вышел первый сборник стихотворений молодых кыргызских поэтов «Красный цветок» («Кызыл гүл»). Собирателем, составителем и автором предисловия был Токчоро Джолдошев. С середины 1927  до середины 1929 года работал начальником Академцентра при Наркомпросе Киргизской АССР, под его руководством издавались учебники, переводы марксистской литературы. Был секретарем КирЦиКа, председателем Колхозцентра. Репрессирован в октябре 1935 года, восстановлен во всех правах в 1956 году. 
Мать – заслуженная учительница Кыргызской Республики Акима Оторбаевна Джолдошева. Она была одной из первых выпускниц исторического факультета Педагогического института (ныне КНУ им. Ж. Баласагына). Окончила его в 1936 году. Много лет преподавала историю в кыргызской школе № 5. Она была организатором, создателем, директором женского педагогического училища в 1945 году. Позже училище стало сначала женским учительским институтом, затем КЖПИ (ныне Кыргызский государственный  педагогический институт имени И. Арабаева).  Акима Оторбаевна стояла у истоков женского образования, забота о подготовке специалистов из числа девушек-кыргызок определяла ее разностороннюю работу.  Долгие годы проработала старшим преподавателем на историческом факультете КНУ.
В 1947 году Чолпон Токчороевна  окончила среднюю школу № 28 в городе Фрунзе с серебряной медалью. В том же году поступила на русское отделение филологического факультета МГУ имени М.Ломоносова.
В 1952 году окончила филологический факультет МГУ им. М. Ломоносова.
С 1953 по 1957 год работала преподавателем Фрунзенского педагогического института.
С 1958 года ее преподавательская деятельность была связана с Кыргызским национальным университетом им. Жусупа Баласагына. С  1958 по 2016  год – преподаватель, старший преподаватель, доцент, профессор, заведующая кафедрой теории и истории русской литературы. 37 лет заведовала кафедрой теории и истории русской литературы. 
Кандидатскую диссертацию защитила в 1967 году по раннему творчеству Ильи Ильфа и Евгения Петрова, используя архивные материалы ЦГАЛИ в Москве. В научных сборниках были опубликованы статьи о сатире этих писателей. Эти работы получили высокую оценку литературоведов:  Л. Ершова, Д. Николаева,  специалистов по русской сатире. 
Докторская диссертация «Кыргызская проза и проблемы художественного перевода» была защищена во Фрунзе в 1982 году. 
Доктор филологических наук (1983), профессор (1984), член-корреспондент АН Киргизской ССР (1989). Автор более 100 научных работ в области русской и киргизской литературы, теории перевода. 
Ч. Т. Джолдошева внесла значительный вклад в исследование русских переводов прозы кыргызских писателей, начиная с 1919 года по 1980 годы. Она внесла огромный вклад в современное   айтматоведение, анализировала этапы творческого пути писателя,  роль авторского перевода в переходе к русскоязычному творчеству Ч. Т. Айтматова. Ею была создана научная школа теории и практики переводов кыргызской прозы и поэзии на русский язык. 
Под ее руководством защищены 1 докторская и 11 кандидатских диссертаций.
Основные публикации:
- «Киргизская проза в русских переводах». Фрунзе, «Кыргызстан», 1977.
- «Современная киргизская повесть и проблемы перевода». Фрунзе, «Кыргызстан», 1981.
- «Двуязычное творчество Ч.Айтматова» (в соавторстве). Бишкек. КРСУ, 1997.
- «Взгляд на отечественную литературу: Научно-критические статьи разных лет». Бишкек, КНУ, 2014.
- «Токчоро Жолдош уулу. Адабий сын чыгырмалары». Бишкек, 2007. (Джолдошева Ч.Т. – составитель и автор предисловия).

## Награды и звания
- Орден «Данакер» (21 мая 2001 года) — за многолетнюю педагогическую деятельность, заслуги в воспитании и подготовке высококвалифицированных кадров[1].
- Медаль Пушкина (18 мая 2004 года, Россия) — за большой вклад в развитие русской культуры и русскоязычного образования в Киргизской Республике[2].
- Заслуженный деятель науки Кыргызской Республики (8 декабря 1993 года) — за большой вклад в развитие науки республики[3].
- Награждена медалями СССР: «Ветеран труда» (1985), «За трудовую доблесть» (1986), значками «Отличник народного образования» (1979),  «Отличник просвещения СССР» (1988).